# اچ‌دی ۴۱۵۳۴
اچ‌دی ۴۱۵۳۴ یک ستاره است که در صورت فلکی کبوتر قرار دارد.